# Terre-616
La Terre-616 (« Earth-616 » en VO) est le nom employé pour désigner la continuité principale de l'univers Marvel, avec tous ses super-héros et super-vilains qui évoluent à l'intérieur de celle-ci. Le terme « Terre-616 » apparaît pour la première fois dans le comic book Motion Picture Funnies Weekly #1 en 1939 mais n'a été véritablement défini qu'en 1983.

## Historique de la publication
La Terre-616 est souvent associée aux histoires de Spider-Man et de Daredevil. Mais au cours du développement des histoires des divers héros de Marvel Comics, les auteurs ont créé de nouvelles dimensions alternatives de la Terre
C'est Tom Brevoort qui redéfinit le concept de Terre-616 en 1983 dans The Daredevils, publié par Marvel UK avec Captain Britain. Plusieurs artistes participent au magazine, dont Alan Moore, Frank Miller, Stan Lee, Alan Davis, Paul Neary et Dave Thorpe (en).

## Multivers (Terres alternatives Marvel)
L'univers Marvel est composé de nombreux autres univers alternatifs (le Multivers) aussi appelés « Terres ». Ces Terres ont permis aux scénaristes de développer différemment les aventures et les personnages de l'univers Marvel, tout en gardant une trame et une base communes.